# Pałac w Ryczeniu
Pałac w Ryczeniu – wybudowany w XVIII w. w Ryczeniu.

## Położenie
Pałac położony jest we wsi w Polsce, w województwie dolnośląskim, w powiecie górowskim, w gminie Góra.

## Opis
Obiekt w ruinie.